# Colposcelis vietnamica
Colposcelis vietnamica es un coleóptero de la familia Chrysomelidae.
Fue descrita científicamente en 2005 por Moseyko & Medvedev.